# وزارت دفاع هلند
وزارت دفاع هلند (انگلیسی: Ministry of Defence) وزارتخانه‌ای در دولت هلند است که مسئول نیروهای مسلح هلند و امور کهنه سربازان است. این وزارتخانه در سال ۱۸۱۳ به‌عنوان وزارت جنگ تأسیس شد و در سال ۱۹۲۸ با وزارت نیروی دریایی ترکیب شد. پس از جنگ جهانی دوم، وزارتخانه‌ها دوباره از هم جدا شدند، در این دوره وزیر جنگ و وزیر نیروی دریایی اغلب یک نفر بودند و وزیر نیروی دریایی مسئول امور روزانه نیروی دریایی سلطنتی هلند بود. در سال ۱۹۵۹ وزارتخانه‌ها بار دیگر ادغام شدند. این وزارتخانه توسط وزیر دفاع، که در حال حاضر روبن برکلمانس است و با کمک رئیس دفاع، اونو آیشلشیم، اداره می‌شود.